# Federico Augusto II di Oldenburg
Federico Augusto II di Oldenburg (Oldenburg, 16 novembre 1852 – Rastede, 24 febbraio 1931) è stato l'ultimo granduca di Oldenburg.

## Biografia
Federico Augusto era il figlio primogenito del granduca Pietro II di Oldenburg e di sua moglie, la principessa Elisabetta Paolina di Sassonia-Altenburg. Suo fratello minore era Giorgio Luigi.
Il regno di Federico Augusto iniziò il 13 giugno 1900 alla morte del padre. Federico Augusto venne considerato un tipico conservatore rappresentante della politica prussiana (e poi tedesca) del Guglielmismo. I suoi interessi riuscirono a vertere in maniera predominante in questo senso, dando grande preferenza ed impulso alla navigazione ed alla creazione di una flotta sul modello prussiano. Federico Augusto fu tra l'altro l'inventore del DRP 157706, un particolare propellente per navi, protetto da numerose patenti, detto il “Niki propeller”. Federico Augusto diede in appalto la fabbricazione di questo carburante alla ditta amburghese di Theodor Zeise. Zeise si rifiutò, riconoscendo la competitività del prodotto.
Federico Augusto si dedicò anche allo sviluppo di strade e vie d'acqua, rimuovendo anche i desueti porti sul fiume Weser. Ottenne una patente di capitano dalla scuola di navigazione di Elsfleth, occupandosi personalmente delle operazioni di recupero delle navi affondate durante la prima guerra mondiale per conto del governo italiano, ricevendo da Vittorio Emanuele III di Savoia la medaglia d'oro al valor militare per questo compito. Per queste sue abilità marittime, l'imperatore Guglielmo II di Germania lo nominò ammiraglio della Marina imperiale tedesca.
A causa degli eventi nazionali, però, il suo governo cadde l'11 novembre 1918 e venne costretto a risiedere in esilio al castello di Rastede.

## Matrimoni e figli
Federico Augusto II sposò la principessa Elisabetta Anna di Prussia (1857−1895) il 18 febbraio 1878 a Berlino, dalla quale ebbe i seguenti figli:
- Sofia Carlotta (1879−1964), sposò nel 1906 il principe Eitel Federico di Prussia, figlio secondogenito dell'imperatore Guglielmo II di Germania
- Margherita (1881−1882)

Dopo la morte della prima moglie, Federico Augusto II si risposò il 24 ottobre 1896 a Schwerin con la principessa Elisabetta di Meclemburgo-Schwerin, dalla quale ebbe i seguenti figli, tra cui due gemelli:
- Nicola Federico Guglielmo (10 agosto 1897 a Oldenburg - 3 aprile 1970 a Rastede), sposò la principessa Elena, figlia del principe Federico di Waldeck e Pyrmont
- Federico Augusto (25 marzo - 26 marzo 1900 a Oldenburg)
- Alessandrina (25 marzo - 26 marzo 1900 a Oldenburg)
- Ingeborg Alice (20 luglio 1901 a Oldenburg - 10 gennaio 1996 a Damp), sposò il principe Stefano Alessandro Vittorio di Schaumburg-Lippe
- Altburg (19 maggio 1903 a Oldenburg - 16 giugno 2001 a Bad Arolsen), sposò Giosea, principe ereditario di Waldeck e Pyrmont

## Ascendenza
|                                          |                                |                                                      | Genitori                                  |  |  | Nonni |  |  | Bisnonni              |  |  | Trisnonni                            |  |
|                                          |                                |                                                      |                                           |  |  |       |  |  | Pietro I di Oldenburg |  |  | Giorgio Ludovico di Holstein-Gottorp |  |
|                                          |                                |                                                      |                                           |  |  |       |  |  | Pietro I di Oldenburg |  |  | Giorgio Ludovico di Holstein-Gottorp |  |
|                                          |                                | Sofia Carlotta di Schleswig-Holstein-Sonderburg-Beck |                                           |  |  |       |  |  | Pietro I di Oldenburg |  |  |                                      |  |
| Federico Augusto I di Oldenburg          |                                |                                                      |                                           |  |  |       |  |  | Pietro I di Oldenburg |  |  |                                      |  |
|                                          |                                | Federica Elisabetta di Württemberg                   | Federico II Eugenio di Württemberg        |  |  |       |  |  |                       |  |  |                                      |  |
|                                          |                                | Federica Elisabetta di Württemberg                   | Federico II Eugenio di Württemberg        |  |  |       |  |  |                       |  |  |                                      |  |
|                                          |                                | Federica Elisabetta di Württemberg                   | Federica Dorotea di Brandeburgo-Schwedt   |  |  |       |  |  |                       |  |  |                                      |  |
| Pietro II di Oldenburg                   |                                | Federica Elisabetta di Württemberg                   |                                           |  |  |       |  |  |                       |  |  |                                      |  |
|                                          |                                | Vittorio II di Anhalt-Bernburg-Schaumburg-Hoym       | Carlo di Anhalt-Bernburg-Schaumburg-Hoym  |  |  |       |  |  |                       |  |  |                                      |  |
|                                          |                                | Vittorio II di Anhalt-Bernburg-Schaumburg-Hoym       | Carlo di Anhalt-Bernburg-Schaumburg-Hoym  |  |  |       |  |  |                       |  |  |                                      |  |
|                                          |                                | Vittorio II di Anhalt-Bernburg-Schaumburg-Hoym       | Amalia Eleonora di Solms-Braunfels        |  |  |       |  |  |                       |  |  |                                      |  |
| Ida di Anhalt-Bernburg-Schaumburg-Hoym   |                                | Vittorio II di Anhalt-Bernburg-Schaumburg-Hoym       |                                           |  |  |       |  |  |                       |  |  |                                      |  |
|                                          |                                | Amalia di Nassau-Weilburg                            | Carlo Cristiano di Nassau-Weilburg        |  |  |       |  |  |                       |  |  |                                      |  |
|                                          |                                | Amalia di Nassau-Weilburg                            | Carlo Cristiano di Nassau-Weilburg        |  |  |       |  |  |                       |  |  |                                      |  |
|                                          |                                | Amalia di Nassau-Weilburg                            | Carolina d'Orange-Nassau                  |  |  |       |  |  |                       |  |  |                                      |  |
| Federico Augusto II di Oldenburg         |                                | Amalia di Nassau-Weilburg                            |                                           |  |  |       |  |  |                       |  |  |                                      |  |
|                                          | Federico di Sassonia-Altenburg | Ernesto Federico III di Sassonia-Hildburghausen      |                                           |  |  |       |  |  |                       |  |  |                                      |  |
|                                          | Federico di Sassonia-Altenburg | Ernesto Federico III di Sassonia-Hildburghausen      |                                           |  |  |       |  |  |                       |  |  |                                      |  |
|                                          | Federico di Sassonia-Altenburg | Ernestina Augusta di Sassonia-Weimar                 |                                           |  |  |       |  |  |                       |  |  |                                      |  |
| Giuseppe di Sassonia-Altenburg           | Federico di Sassonia-Altenburg |                                                      |                                           |  |  |       |  |  |                       |  |  |                                      |  |
|                                          |                                | Carlotta di Meclemburgo-Strelitz                     | Carlo II di Meclemburgo-Strelitz          |  |  |       |  |  |                       |  |  |                                      |  |
|                                          |                                | Carlotta di Meclemburgo-Strelitz                     | Carlo II di Meclemburgo-Strelitz          |  |  |       |  |  |                       |  |  |                                      |  |
|                                          |                                | Carlotta di Meclemburgo-Strelitz                     | Federica Carolina Luisa d'Assia-Darmstadt |  |  |       |  |  |                       |  |  |                                      |  |
| Elisabetta Paolina di Sassonia-Altenburg |                                | Carlotta di Meclemburgo-Strelitz                     |                                           |  |  |       |  |  |                       |  |  |                                      |  |
|                                          |                                | Ludovico Federico Alessandro di Württemberg          | Federico II Eugenio di Württemberg        |  |  |       |  |  |                       |  |  |                                      |  |
|                                          |                                | Ludovico Federico Alessandro di Württemberg          | Federico II Eugenio di Württemberg        |  |  |       |  |  |                       |  |  |                                      |  |
|                                          |                                | Ludovico Federico Alessandro di Württemberg          | Federica Dorotea di Brandeburgo-Schwedt   |  |  |       |  |  |                       |  |  |                                      |  |
| Amalia di Württemberg                    |                                | Ludovico Federico Alessandro di Württemberg          |                                           |  |  |       |  |  |                       |  |  |                                      |  |
|                                          |                                | Enrichetta di Nassau-Weilburg                        | Carlo Cristiano di Nassau-Weilburg        |  |  |       |  |  |                       |  |  |                                      |  |
|                                          |                                | Enrichetta di Nassau-Weilburg                        | Carlo Cristiano di Nassau-Weilburg        |  |  |       |  |  |                       |  |  |                                      |  |
|                                          |                                | Enrichetta di Nassau-Weilburg                        | Carolina d'Orange-Nassau                  |  |  |       |  |  |                       |  |  |                                      |  |
|                                          |                                | Enrichetta di Nassau-Weilburg                        |                                           |  |  |       |  |  |                       |  |  |                                      |  |